# Charles Henry Hawes
Charles Henry Hawes (* 30. September 1867 in Middlesex, England; † 13. Dezember 1943 in Alexandria, Vereinigte Staaten) war ein englischer Anthropologe.
Charles Hawes studierte an der University of Cambridge Anthropologie und erlangte 1899 den Abschluss als Bachelor of Arts und 1902 Master of Arts. Er führte 1904, 1905 und 1909 anthropologische Untersuchungen und Ausgrabungen auf der Insel Kreta durch. Hier lernte er die Archäologin Harriet Ann Boyd kennen, die er am 3. März 1906 heiratete. Am 3. Dezember 1906 wurde ihnen ein Sohn Alexander geboren und im August 1910 Mary Nesbit. Die Familie lebte in den USA und Charles Hawes arbeitete von 1907 bis 1909 als Lektor für Anthropologie an der University of Wisconsin–Madison. Im Februar 1910 zogen sie nach Hanover in New Hampshire und Charles Hawes wurde Lehrer am Dartmouth College.

## Werke
- In the Uttermost East, General Books LLC, 1904 (online)
- Crete: the forerunner of Greece, Harper & brothers, 1909 (online)
- Excavations at Palaikastro IV., Larnax burials at Sarandari in The annual of the British School at Athens, Volume XI, 1904–05 (online)
- A Report on Cretan Anthropometry. in Report on the eightieth meeting of the British Association for the advancement of science, Sheffield 1910, S. 228 (online)
- Some Remarks on Dr. Duckworth's Report (Appendix II.) in Report on the eightieth meeting of the British Association for the advancement of science, Sheffield 1910, S. 251 (online)